# L'Établi (livre)
Pour les articles homonymes, voir L'Établi.
L'Établi est un récit autobiographique de Robert Linhart paru en 1978 aux Éditions de minuit, qui raconte l'expérience en usine de son auteur, en tant qu’ouvrier dans l'usine Citroën de la porte de Choisy à Paris, en 1968.

## Résumé
Linhart raconte une année de son travail chez Citroën. Aux côtés des ouvriers, il subit les conditions de travail en usine sous le contrôle des chefs, du syndicat maison, des interprètes des différentes communautés, maghrébine, turque, yougoslave. 
Il décrit en détail la dureté du travail à la chaîne, les humiliations subies par les ouvriers, les méthodes de surveillance et de répression, le racisme des « petits chefs », la modernisation au détriment de l'accompagnement social…
Il raconte aussi la résistance et la grève qu'il organise avec ses camarades. Une grève partielle au nom de « la dignité » et du principe que « tout travail mérite salaire », la direction faisant fi des accords de Grenelle qui prévoyaient le paiement à 50 % des jours de grève de mai.

## Contexte
De septembre 1968 à février 1978, Robert Linhart aura mis dix ans pour écrire et publier L’Établi. 
Normalien, proche de Louis Althusser, fondateur de l'Union des jeunesses communistes marxistes-léninistes, Linhart devient maoïste en 1967, après un voyage en Chine, et rejoint la Gauche prolétarienne.
En cette même année 1967, le mouvement militant dit des « établis » voit le jour sous l’influence des organisations maoïstes. Il est composé d'intellectuels qui se sont immergés, temporairement ou pour longtemps, dans les classes populaires, en « s’établissant » dans les usines ou les docks.
Comme nombre de jeunes intellectuels français de cette époque, Robert Linhart partage cette nouvelle utopie collective : vivre la vie des ouvriers pour mieux les comprendre et pour servir les luttes sociales dans les usines. En septembre 1968, à 24 ans, il se fait embaucher en cachant sa qualité d’intellectuel à l'usine d’assemblage de Citroën 2 CV de la porte de Choisy.
Des femmes ont aussi participé au mouvement des établis en usine dont Nicole Colas-Linhart, militante d'extrême gauche devenue universitaire par la suite.
Les enfants ont aussi été marqués par ces couples militants,.

## Adaptations
- 2018 : L'Établi, adaptation théâtrale, mise en scène par Olivier Mellor, Compagnie du Berger[4],[5].
- 2023 : L'Établi, film français réalisé par Mathias Gokalp, avec Swann Arlaud dans le rôle de Robert Linhart, sorti au cinéma le 5 avril 2023.

### Émissions de Radio
- Laure Adler, « L'Établi de Robert Linhart » [audio], sur L'heure bleue, France Inter, Radio France, 27 février 2023, série de 4 épisodes.

- Fabrice Drouelle, « Les Etablis, des étudiants à l’usine » [audio], sur Affaires sensibles, France Inter, Radio France, 28 mai 2024.